# Rajhradice
Rajhradice (en allemand : Klein Raigern) est une commune du district de Brno-Campagne, dans la région de Moravie-du-Sud, en République tchèque. Sa population s'élevait à 1 490 habitants en 2020.

## Géographie
Rajhradice se trouve à 2 km à l'est du centre de Rajhrad, à 12 km au sud de Brno et à 193 km au sud-est de Prague.
La commune est limitée par Rebešovice au nord, par Otmarov et Měnín à l'est, par Opatovice au sud, et par Rajhrad à l'ouest.

## Histoire
La première mention écrite de la localité date de 1048.